# Salvatore Di Giacomo

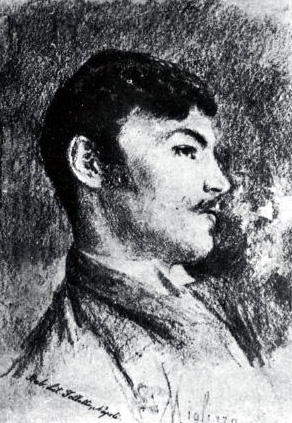
Salvatore Di Giacomo in jungen Jahren

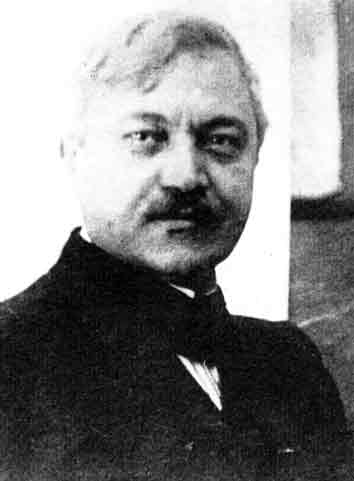
Salvatore Di Giacomo in fortgeschrittenem Alter

Salvatore Di Giacomo (* 13. März 1860 in Neapel; † 4. April 1934 ebenda) war ein italienischer Dichter, Dramatiker und Essayist.
Er war einer der führenden Textdichter der „Goldenen Ära“ der „Canzone napoletana“.
Der Sohn eines Arztes und einer Musikerin begann auf Wunsch des Vaters ebenfalls Medizin zu studieren, gab aber das Studium 1886 auf und wurde Journalist beim Corriere del Mattino, dann beim Corriere di Napoli, Pro Patria und der Gazzetta. Ab 1893 war der lokalhistorisch interessierte Autor als Bibliothekar verschiedener kultureller Institutionen tätig. Di Giacomo gilt als einer der Erneuerer der neapolitanischen Mundartdichtung. Viel beklatscht wurde seine Beziehung zu Sängerin Emilia Persico. Politisch unterstützte der Dichter ab 1925 den Faschismus, was ihm einige Ehrungen und Würden eintrug.

## Werk
Di Giacomos Theaterstücke, etwa A San Francesco und Assunta Spina reflektieren die harte soziale Realität Neapels um 1900, sie zeigen die Geschädigten der baulichen „Sanierungen“ nach dem Vorbild Haussmanns in Paris, die ausgebeuteten und gesundheitlich ruinierten Arbeiter, Prostitution, Verbrechen etc. Seine Liedertexte für die Festa di Piedigrotta sind dagegen leichtere Kost. Bekannt wurden vor allem Marechiare (1885), Musik Francesco Paolo Tosti, Era de Maggio (1885) zur Musik von Mario Pasquale Costa, ’E spingole frangese (1888) zur Musik von Enrico De Leva,
Lariulà (1888), Musik von Mario Pasquale Costa, Catarì (1892), Musik von Mario Pasquale Costa, Carcioffolà (1893), Musik Eduardo Di Capua, und Serenata napulitana (1897) zur Musik von Mario Pasquale Costa. 